# Whisper of the Heart
Whisper of the Heart, in Japan bekend als Mimi wo Sumaseba (耳をすませば, letterlijk te vertalen als als je goed luistert), is een Japanse mangaserie getekend en geschreven door Aoi Hiiragi. In 1995 werd de serie door Studio Ghibli omgezet tot een animefilm. Dit was de eerste Japanse film die gebruik maakte van een Dolby Digital-geluidsformaat.
De film werd in een Engelstalige versie uitgebracht door Buena Vista Home Entertainment.

## Verhaal
De film draait om Shizuku Tsukishima, een 14-jarige studente aan de middelbare school van Tama New Town. Ze houdt van lezen, en doet dit dan ook volop in haar vrije tijd. Haar ouders hebben liever dat ze zich meer met school bezighoudt. Op school heeft Shizuku allemaal boeken die voorheen eigendom waren van een zekere "Seiji Amasawa", maar niemand van de leraren weet wie dit is.
Op een dag ziet Shizuku in de trein een kat, die bij hetzelfde station uitstapt als zij. Wanneer ze hem volgt, belandt ze in een oude, vreemd uitziende winkel, welke wordt uitgebaat door een vriendelijke oude man genaamd Nishi-san. Hij toont haar de winkel en vertelt haar een aantal wonderlijke verhalen. Shizuku is gefascineerd en ziet de winkel als een bron van boeken. Hij toont haar tevens een standbeeld van een aangeklede kat, en stelt deze voor als Baron Humbert von Jikkingen. Op weg naar huis komt ze een jongen van haar school tegen. Achter op zijn fiets zit de kat die ze eerder die dag heeft gezien.
De volgende dag gaat ze naar een van de oudere leraren, en vraagt naar de naam "Amasawa". Volgens een van de leraren was hij voorzitter van de PTA. Ook schijnt hij een zoon te hebben van ongeveer Shizuku's leeftijd. Wanneer Shizuku later teruggaat naar de antiekwinkel, ontmoet ze de jongen op zijn fiets weer. Hij laat haar binnen in de winkel, die eigenlijk gesloten is. Ze volgt hem naar een werkplaats in de winkel, waar de jongen werkt aan een viool. Niet veel later arriveren Nishi-san en een paar vrienden. Uit hun gesprek komt naar voren dat de jongen die bij Shizuku is niemand minder is dan Seiji Amasawa. Hij vertelt haar over zijn droom om een meester-luthier te worden, en hoe hij graag naar Italië zou gaan om het vak te leren.
De volgende dag, op school, vertelt Seiji dat hij eindelijk toestemming heeft van zijn ouders om twee maanden naar Italië te vertrekken en in de leer te gaan bij een luthier. Als hij denkt dat Seiji het vak aankan, mag hij blijven. Shizuku besluit haar talenten ook uit te testen door een boek te schrijven. Ze vraagt Nishi-san's toestemming om de Baron als personage te gebruiken in haar verhaal. Hij stemt toe, op voorwaarde dat hij het verhaal eerst mag lezen. Shizuku gaat al snel helemaal op in haar boek, wat ten koste gaat van haar schoolprestaties. Haar ouders laten haar echter haar werk afmaken.
Nadat het af is, brengt ze het meteen naar Nishi-san voor controle. Hij vertelt haar vervolgens het verhaal over hoe hij de Baron in zijn bezit heeft gekregen.
Uiteindelijk besluiten zowel Shizuku als Seiji eerst hun school af te maken.

## Rolverdeling
| Acteur             | Personage          | Engelstalige stem     |
| ------------------ | ------------------ | --------------------- |
| Yoko Honna         | Shizuku Tsukishima | Brittany Snow         |
| Issei Takahashi    | Seiji Amasawa      | David Gallagher       |
| Shigeru Tsuyuguchi | The Baron          | Cary Elwes            |
| Maiko Kayama       | Yūko Harada        | Ashley Tisdale        |
| Yoshimi Nakajima   | Sugimura           | Martin Spanjers       |
| Takashi Tachibana  | Seiya Tsukishima   | James Sikking         |
| Shigeru Muroi      | Asako Tsukishima   | Jean Smart            |
| Keiju Kobayashi    | Shiro Nishi        | Harold Gould          |
| Yorie Yamashita    | Shiho Tsukishima   | Courtney Thorne-Smith |
| Minami Takayama    | Kosaka-sensei      |                       |
| Mayumi Iizuka      | Kinuyo             | Mika Boorem           |
| Abigail Mavity     | Nao                |                       |

## Media

### Manga
De manga werd geschreven en getekend door Aoi Hiiragi. De manga werd aanvankelijk gepubliceerd in Shueisha's shōjo tijdschrift Ribon tussen augustus en november 1989. In februari 1990 verscheen de manga als een enkel volume.
Een tweede manga van dezelfde auteur, getiteld Mimi o Sumaseba: Shiawasena Jikan, verscheen in 1995. In juli 2005 werden beide manga's ook samen uitgebracht in een volume.

### Roman
Masami Tanaka schreef een roman gebaseerd op de manga, welke in juni 1995 werd gepubliceerd door Shueisha.

### Film
De film was de enige film geregisseerd door Yoshifumi Kondō. Studio Ghibli hoopte dat hij na deze film de opvolger kon worden van Hayao Miyazaki en Isao Takahata, maar Kondo stierf in 1998 aan de gevolgen van een aneurysma.
De achtergronden in de fantasyscènes uit de film werden gemaakt door de Japanse surrealistische schilder Naohisa Inoue. Regie van dit tekenwerk werd gedaan door Miyazaki. De houten gravure die in de film te zien is werd gemaakt door Miyazaki's zoon Keisuke Miyazaki, een professionele houtbewerker. Het Japanse muziekduo Chage en Aska bracht een korte videoclip uit getiteld "On Your Mark", welke door Studio Ghibli tegelijk werd uitgebracht met de film.
De film refereert aan een aantal andere films van Studio Ghibli. Zo heeft Shizuku een klein poppetje van een heks achter haar bureau hangen, welke sterk lijkt op Kiki uit Kiki's Delivery Service. Een van de boeken in de bibliotheek van de school draagt de titel Totoro. De klok in Mr. Nishi's winkel draagt het opschrift Porco Rosso. De film speelt zich verder af in dezelfde locatie als de film Pom Poko.

## Vervolg
In 2001, na de uitkomst van Spirited Away, besloot Studio Ghibli een vervolg te maken op Whisper of the Heart. Dit werd The Cat Returns.